# Dzierzgoń
Dzierzgoń este un oraș în Polonia.